# Palar
Der Palar (Tamil: பாலாறு, Kannada: ಪಾಲಾರ್ ನದಿ, Telugu: పాలార్ నది) ist ein max. 357 km langer Fluss in Südindien. Seine Wassermenge unterliegt starken periodischen Schwankungen und erreicht während der Monsunzeit ihr Maximum.

## Verlauf
Der Palar-River entspringt in den Nandi Hills nordwestlich der Stadt Kolar im indischen Bundesstaat Karnataka, fließt dann in zumeist östlicher oder südöstlicher Richtung 93 km durch Karnataka, 42 km durch Andhra Pradesh und 222 km durch Tamil Nadu zur Koromandelküste, wo er knapp 70 km südlich von Chennai in den Golf von Bengalen mündet.

## Nebenflüsse
Die Hauptzuflüsse des Palar sind der Ponnai und der Cheyyar, doch leidet der Palar seit Jahren – vor allem an seinem Oberlauf – unter Wasserknappheit, die durch Zuflusskanäle von anderen Flüssen gemildert werden soll.

## Städte
Bedeutende Städte an den Ufern des Palar sind Vaniyambadi, Ambur, Vellore, Arcot, Kanchipuram und Chengalpattu.

## Lederindustrie
Viele der in hohem Maße muslimisch geprägten Städte am Mittellauf des Palar haben sich der Herstellung und Weiterverarbeitung von Leder verschrieben.